# AXXo
aXXo es el alias de Internet de un individuo supuestamente perseguido por la Motion Picture Association of America (MPAA) por infracción de copyright. aXXo se hizo popular liberando películas comerciales de DVD en Internet como descargas gratuitas.
Los ficheros de aXXo son populares entre la comunidad peer-to-peer, en especial la de BitTorrent. Eric Garland, CEO de la compañía de rastreo de descargas BigChampagne, aseguró que el 33,5% de las descargas de películas en 2008, en una muestra aleatoria, eran torrents de aXXo. Los ficheros de aXXo ganaron popularidad por el hecho de que aXXo produce ficheros comparativamente pequeños y con un formato consistente. Los ficheros miden, aproximadamente, 700 MB. Debido a la reputación de la calidad de aXXo, el nombre aXXo es utilizado falsamente por varios imitadores y spammers.

## Identidad
En una entrevista a una persona que mantenía ser aXXo, se describe a sí mismo como un individuo que ha ripeado DVD desde que era un adolescente. Se rumorea que la MPAA está esperando a que aXXo cumpla los 18 años para perseguirle legalmente de forma más efectiva que si fuese un menor.

### Imitadores
Debido a su popularidad en la subcultura de compartir ficheros, el pseudónimo aXXo es suplantado por una variedad de individuos y grupos para distribuir sus propios ficheros. Parte de estas imitaciones son distribuidas por varias compañías del campo del copyright, como BayTSP, MediaDefender, o MediaSentry, con la intención de dificultar las descargas ilegales. Descargar un fichero falso puede dar como resultado un fichero inútil y potencialmente malicioso. Los ficheros malicioso a menudo están en formato RAR y requieren que el usuario descargue un troyano camuflado como un códec para ver la película. Otros ficheros mailiciosos intentan convencer al usuario de entrar en sitios dudosos e instalar el DomPlayer. También pueden contener malware con la capacidad de enviar la dirección IP del usuario a un servidor privado.

## Historia
El nombre aXXo apareció por primera vez en noviembre de 2005 en el foro 'Darkside_RG'.
En noviembre de 2007 borró todos sus ficheros liberados tras el 7 de septiembre de 2006 de The Pirate Bay, como protesta porque la web permitía añadir comentarios amenazantes a sus torrents por "posibles miembros de la MPAA". Aunque los torrents antiguos de aXXo están disponibles en otros sitios, aXXo paró de distribuir nuevos ficheros el 11 de noviembre de 2007. Tras un periodo de ausencia de cuatro meses, aXXo volvió a retomar la subida de ficheros, comenzando con la película I Am Legend el 9 de marzo de 2008.
El 15 de diciembre de 2008, la película número mil de aXXo, una copia de la película de horror Mirrors, apareció en el foro de 'Darkside Release Group'.
El 11 de marzo de 2009, aXXo paró de subir nuevos ficheros tras liberar Punisher: War Zone, aunque sigue utilizando como usuario su cuenta de Mininova y Demonoid.
El 16 de julio de 2009, aXXo hizo su último comentario conocido en 'Darkside_RG'. En este dijo: "Beach near the green i always luv it I had never been there, nice place.Thanks for the shots. " (en español: "La playa cerca del verde, siempre la amé, nunca estuve ahí antes, buen sitio. Gracias por los tragos.").